# Metabolismo de los lípidos
La expresión metabolismo de los lípidos se refiere al proceso que involucra la síntesis y degradación en los organismos vivos de los lípidos, es decir, sustancias insolubles en agua y solubles en solventes orgánicos.
Los tipos de lípidos que usualmente se consideran son:
- Sales biliares
- Colesteroles
- Eicosanoides
- Glucolípidos
- Cuerpos cetónicos
- Ácidos grasos - véase también metabolismo de los ácidos grasos
- Fosfolípidos
- Esfingolípidos
- Esteroides - véase también esteroidogénesis
- Triacilgliceroles (grasas) - véase también lipólisis y lipogénesis
- Céridos
- Terpenoides